# José Francisco Guerra
José Francisco Guerra Iglesias (Burgos, 22 de junio de 1968) es un deportista español que compitió en esgrima, especialista en la modalidad de florete.
Ganó dos medallas en el Campeonato Mundial de Esgrima, plata en 1995, en la prueba individual, y bronce en 2002, en la prueba por equipos (junto con Javier Menéndez Fernández, Javier García Delgado y Luis Caplliure Moreno).
Participó en dos Juegos Olímpicos de Verano, ocupando el 12.º lugar en Barcelona 1992 (equipos) y el 21.º en Atlanta 1996 (individual).

## Palmarés internacional
| Campeonato Mundial | Campeonato Mundial     | Campeonato Mundial | Campeonato Mundial  |
| Año                | Lugar                  | Medalla            | Prueba              |
| ------------------ | ---------------------- | ------------------ | ------------------- |
| 1995               | La Haya (Países Bajos) | Medalla de plata   | Florete individual  |
| 2002               | Lisboa (Portugal)      | Medalla de bronce  | Florete por equipos |